# Labus rhodesiensis
Labus rhodesiensis är en stekelart som beskrevs av Giordani Soika. Labus rhodesiensis ingår i släktet Labus och familjen Eumenidae. Inga underarter finns listade i Catalogue of Life.